# Weilerkirche

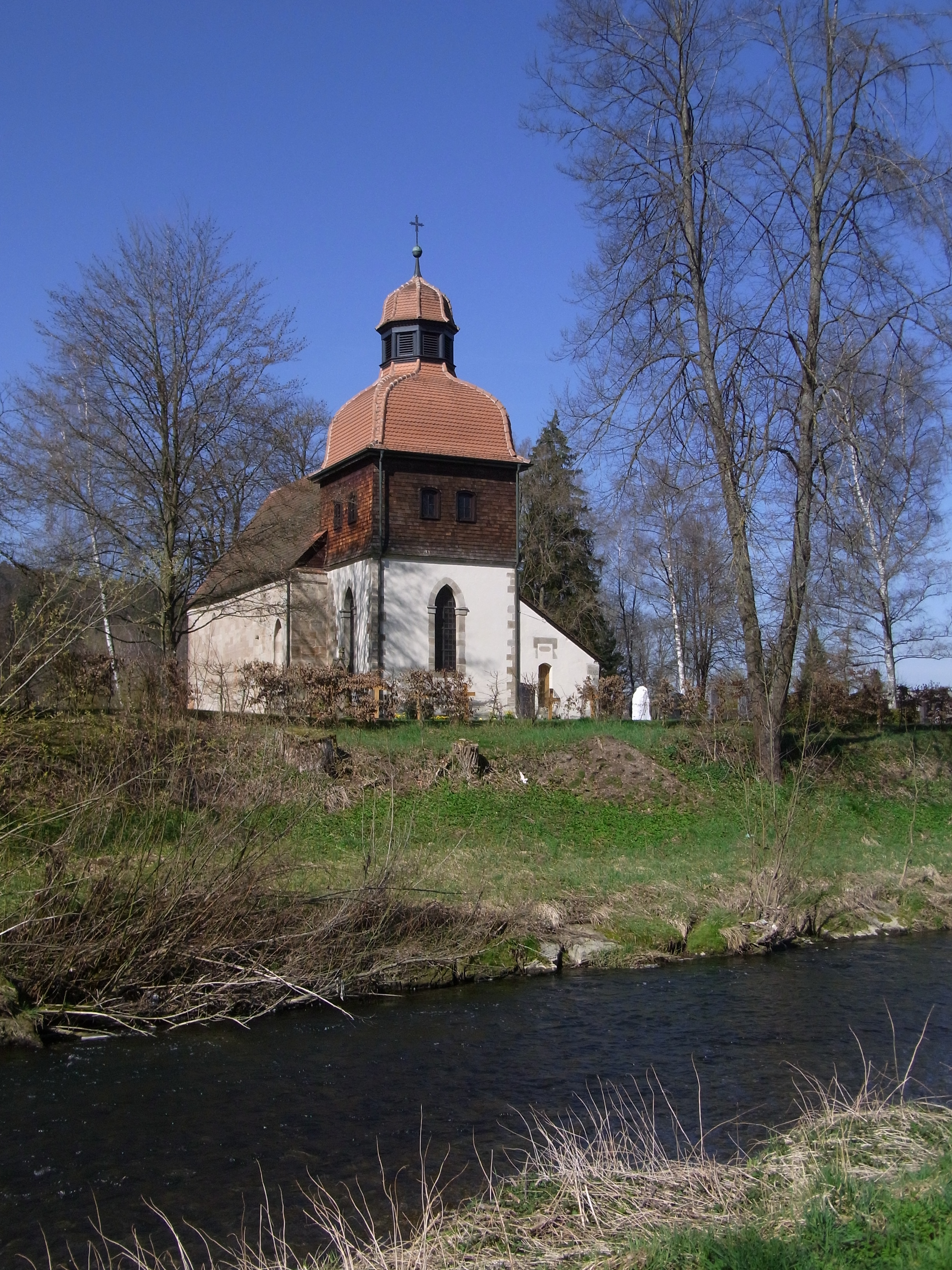
Weilerkirche in Owingen über der Eyach

Die Weilerkirche ist ein denkmalgeschütztes Kirchengebäude in Owingen, einem Stadtteil von Haigerloch im Zollernalbkreis (Baden-Württemberg). Die dem heiligen Georg geweihte Filialkirche der Pfarrei St. Jakobus Owingen gehört zur römisch-katholischen Seelsorgeeinheit Eyachtal-Haigerloch St. Anna im Dekanat Zollern des Erzbistums Freiburg.

## Geschichte und Architektur

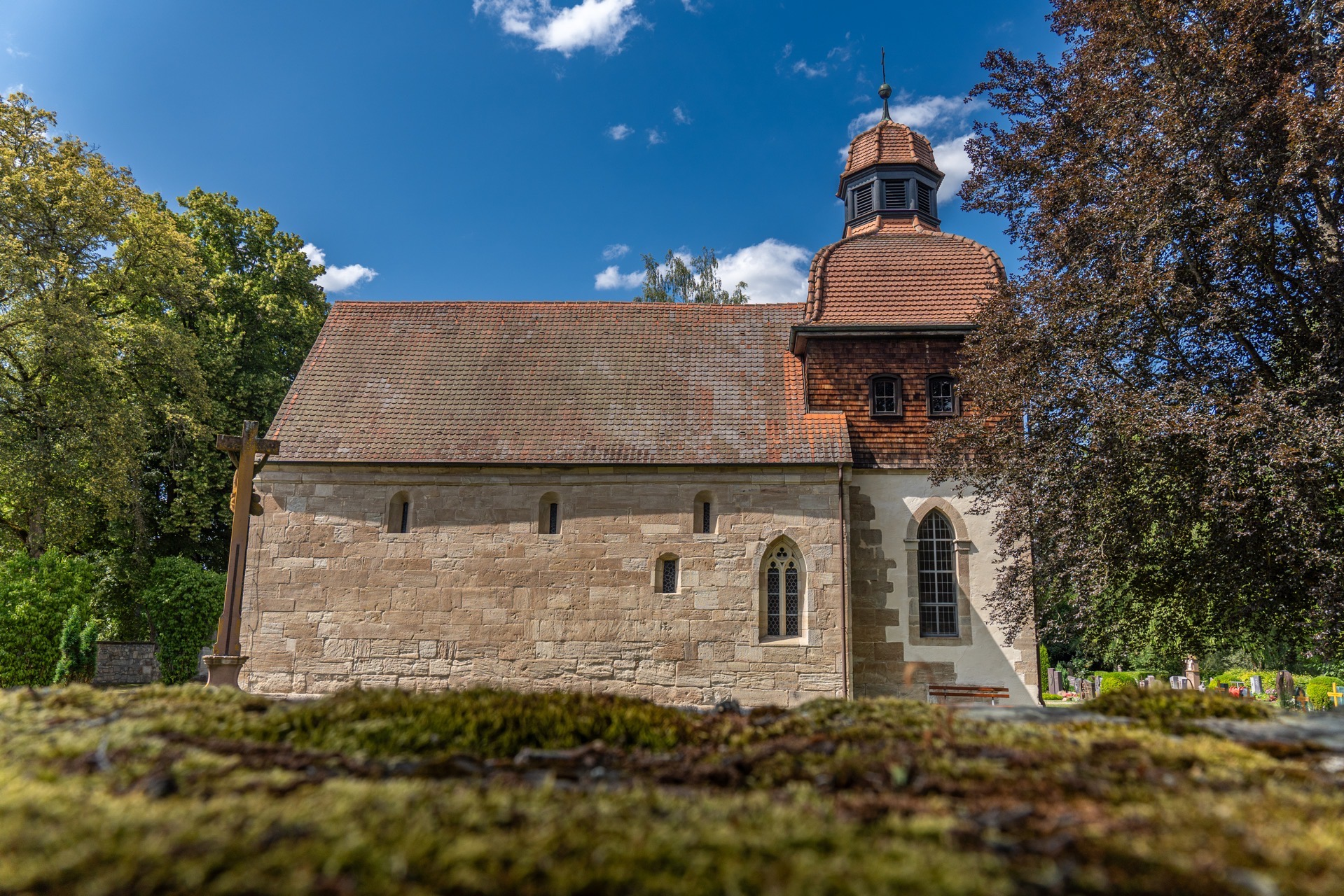
Südansicht

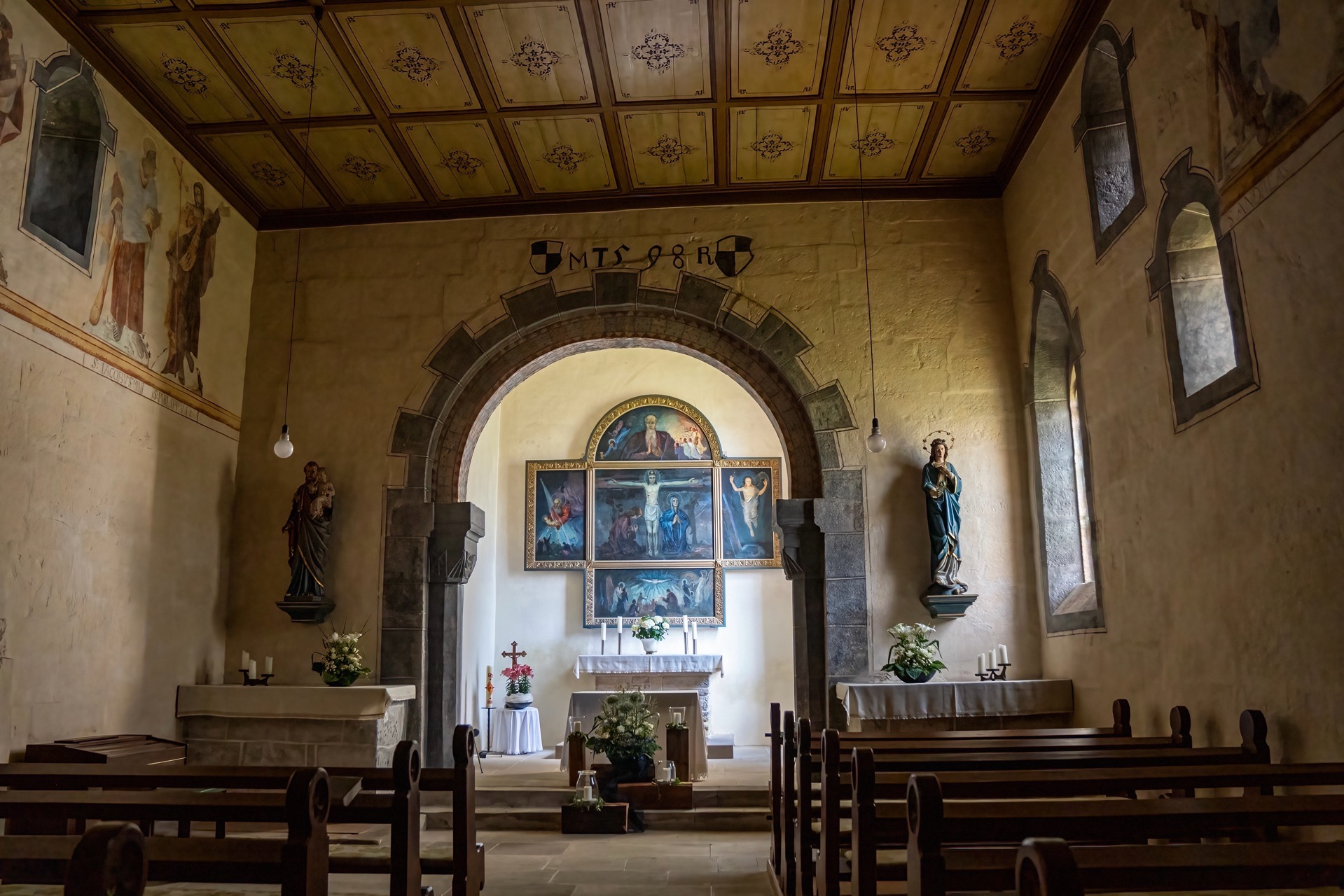
Blick auf den Altar

Die Zahlensymbole auf einem halbrunden Stein über dem Hauptportal weisen auf den 27. April 1152 als Tag der Einweihung hin. Somit ist die Kirche der älteste Sakralbau im ehemals hohenzollerischen Gebiet. Bauherren waren die Grafen von Hohenberg, begüterte Bürger und die Mönche des Klosters St. Georgen. Das spätromanische Gebäude steht auf einem Friedhof im ehemaligen und dann im 16/17. Jahrhundert wüst gefallenen Ort Oberowingen. Nach dem Dreißigjährigen Krieg und einer Pestseuche übersiedelten die wenigen überlebenden Einwohner in das nahe gelegene Owingen.
Der älteste Bauteil des Schiffes ist wohl die Südfront.
Die in Quadertechnik gemauerten Seitenwände sind durch je drei rundbogige Fensterschlitze gegliedert. Der wuchtige Chorbogen blieb nach dem Einsturz des Turmes erhalten. Er wurde um 1598 auf drei Seiten mit rosettenartigen, blauen und roten Feldern ornamental bemalt. Der Apostelfries aus der Zeit von 1740 befindet sich im oberen Teil der Seitenwände, wurde von einem Dominikus Furr al fresco aufgemalt. Der Dachstuhl hat die Form eines Gewölbes und scheint der Form eines Normannenschiffes nachgebildet. Das Portal wird in zwei Geschossen von Säulen flankiert.

### Renovierungen
Grundlegende bauliche Veränderungen wurden im Laufe der Jahrhunderte nicht vorgenommen.
Von 1978 bis 1982 wurden die Innenräume aufwändig renoviert. Steinrestauratorische Arbeiten an den Seitenwänden und die Renovierung des Langhausdaches wurden 2010 vorgenommen. An den Außenmauern wurden die Zementfugen entfernt und die Steine vom Schmutz gereinigt. Anschließend wurden die Steine verfestigt und durch einen Biozid-Anstrich geschützt. Der Dachstuhl wurde etappenweise geöffnet und notwendige Zimmerarbeiten durchgeführt, die Dachziegel wurden gesäubert. Die Kunststoffschindeln waren porös, sie wurden durch Holzschindeln ersetzt. Die Sakristei wurde entrümpelt und neu eingedeckt.

### Turm
Der ursprüngliche, wohl mit einem Satteldach gedeckte, romanische Turm stürzte 1830 ein. Danach wurde das Dach repariert und mit einem Dachreiter versehen. Der heutige, nicht zum Baustil der Kirche passende Turm wurde 1913 gebaut; er ist mit einer welschen Haube  und einer achteckigen Laterne bekrönt. In der Laterne hängt eine 1950 von Benjamin Grüninger gegossene Bronze-Glocke mit einem Durchmesser von 710 mm und einem Gewicht von etwa 200 kg. Der Schlagton ist c"+7. Sie kann durch einen Linearmotor oder auch von Hand geläutet werden. Turm und Haube wurden 2008 instand gesetzt. 

### Nutzung
Die ehemalige Pfarrkirche wurde seit dem 17. Jahrhundert nur noch als Friedhofskapelle genutzt. Derzeit ist sie ohne gottesdienstliche Nutzung, auf dem Friedhof wurde eine Aussegnungshalle gebaut.

## Ausstattung
- Das Altarbild des Hauptaltars ist eine Arbeit des Stuttgarters Edmund Stierle von 1925.
- Eine spätgotische Gruppe zeigt trauernde Frauen.
- Der kreuztragende Christus ist eine Arbeit aus der Zeit um 1450.
- Auf dem Friedhof steht ein Kruzifix aus der Zeit um 1775, das Johann Georg Weckenmann zugeschrieben ist.

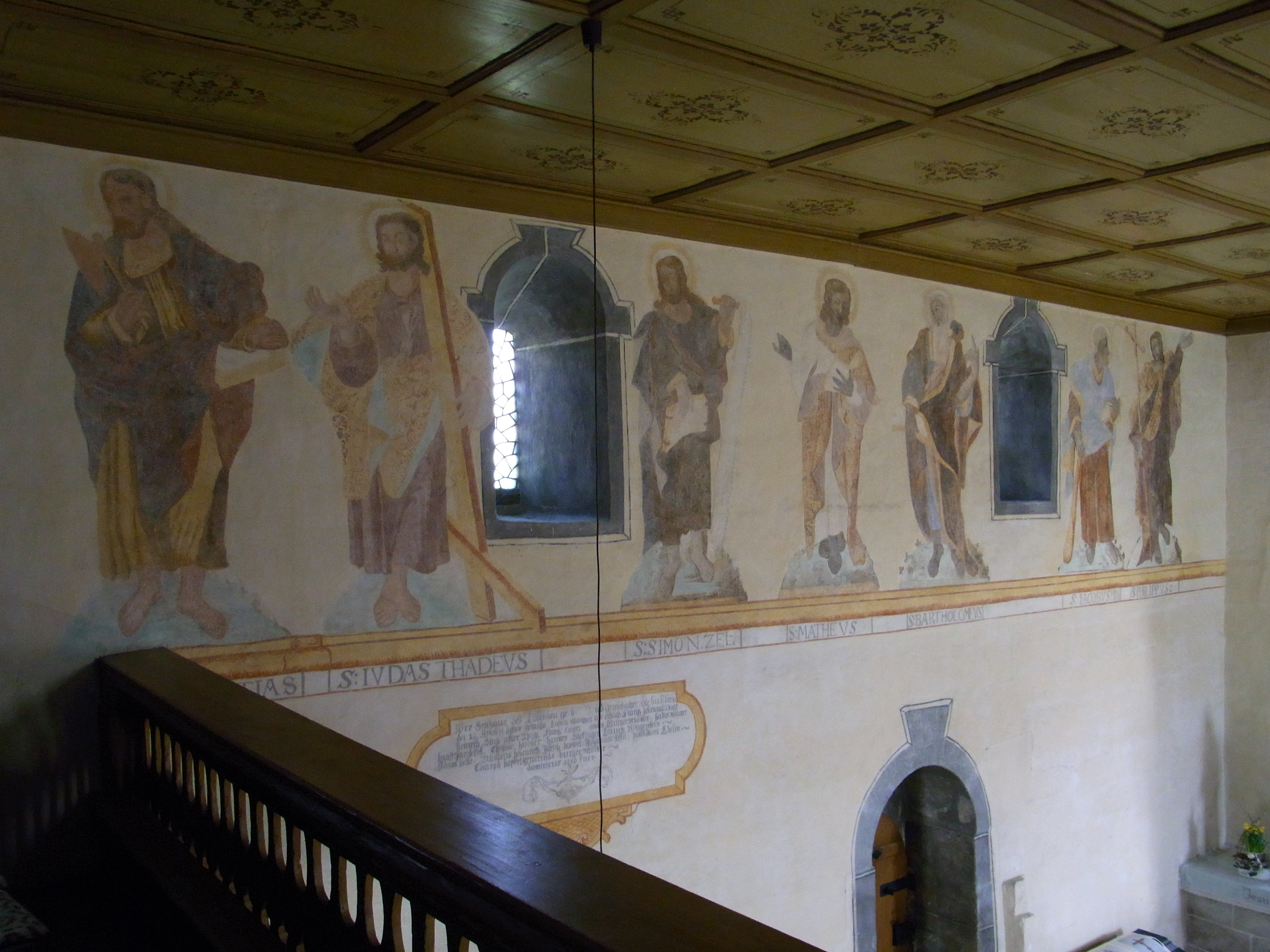
Apostelfries
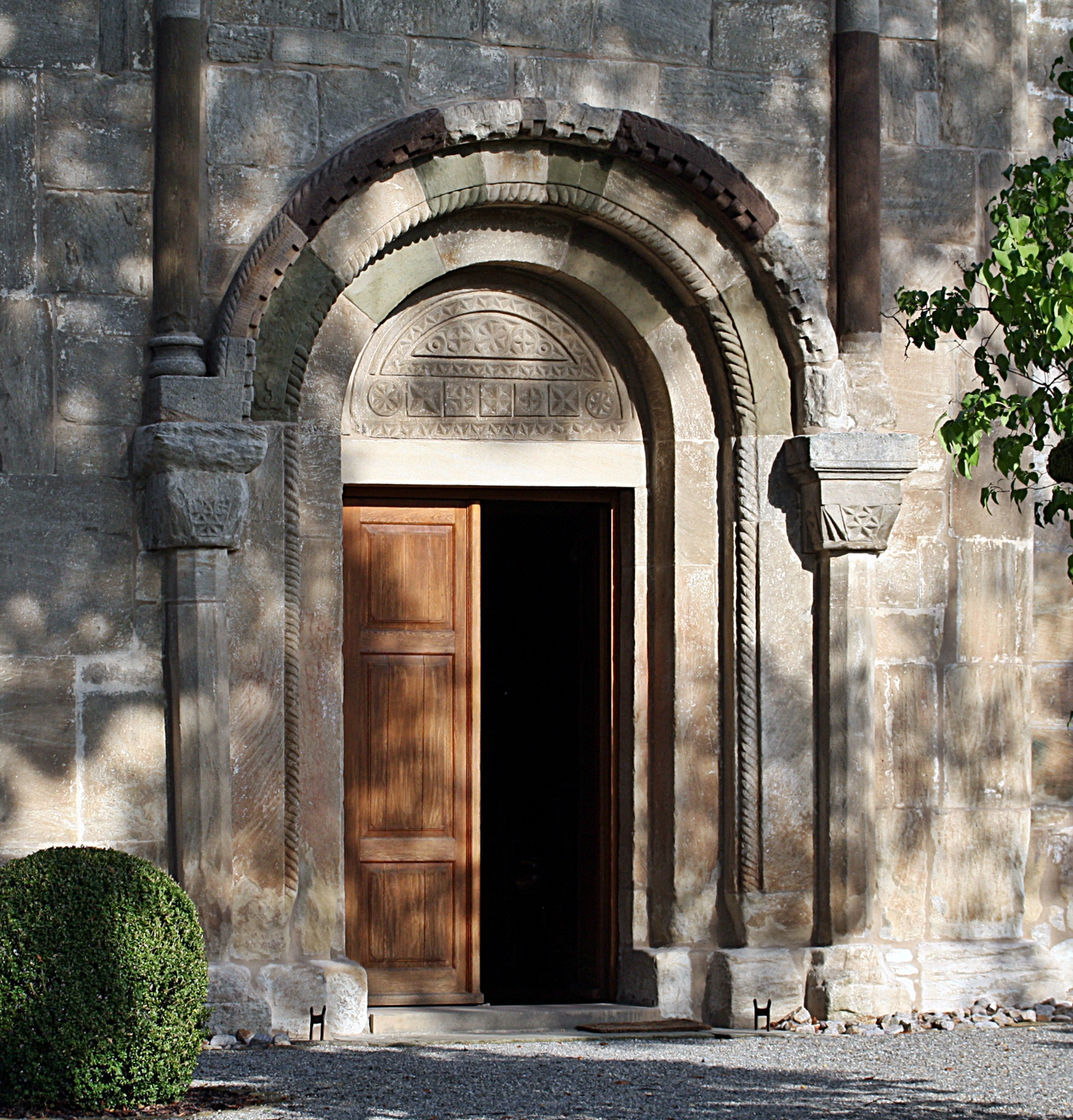
Romanisches Portal
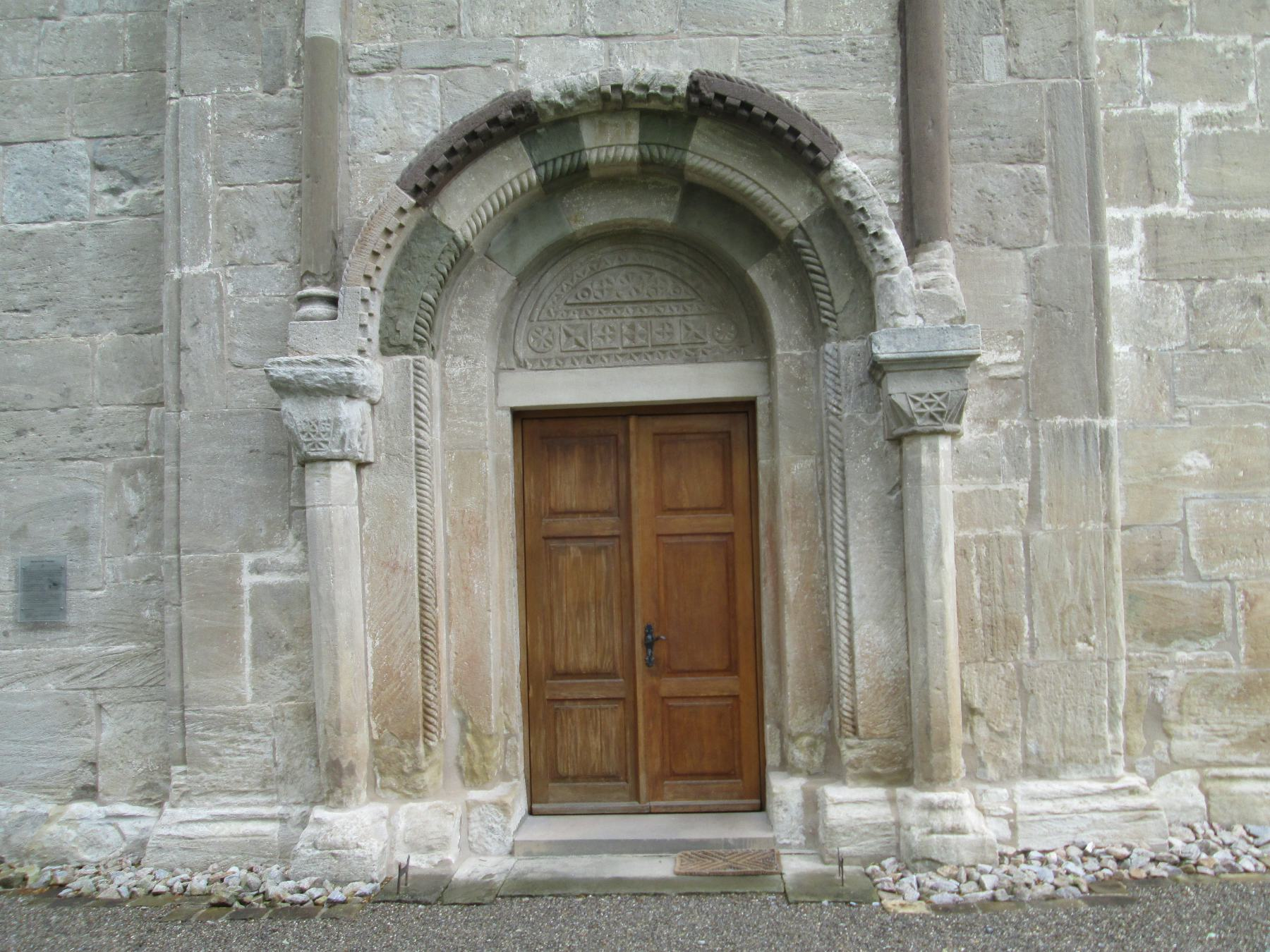
Eingangsbereich mit Portal
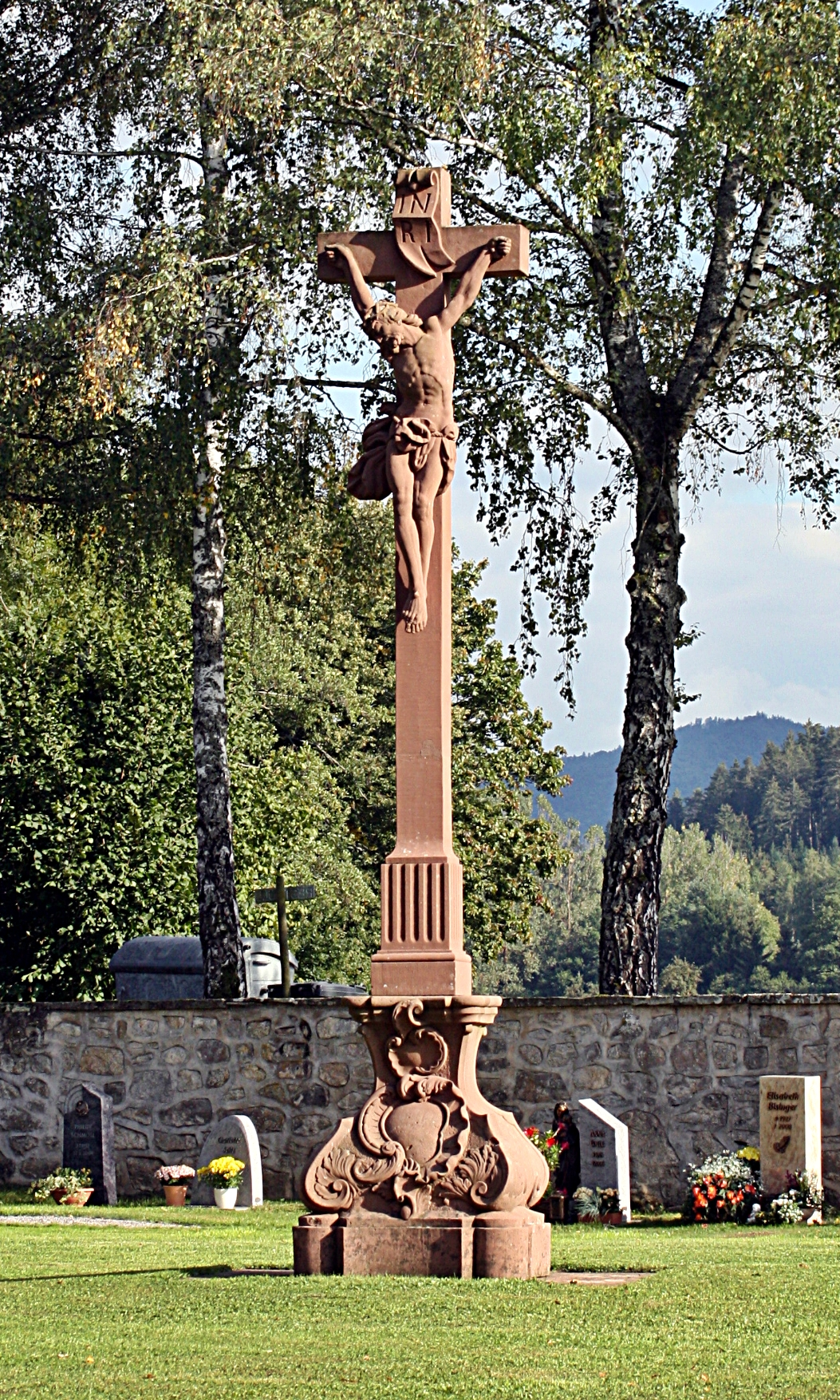
Kreuz auf dem Friedhof
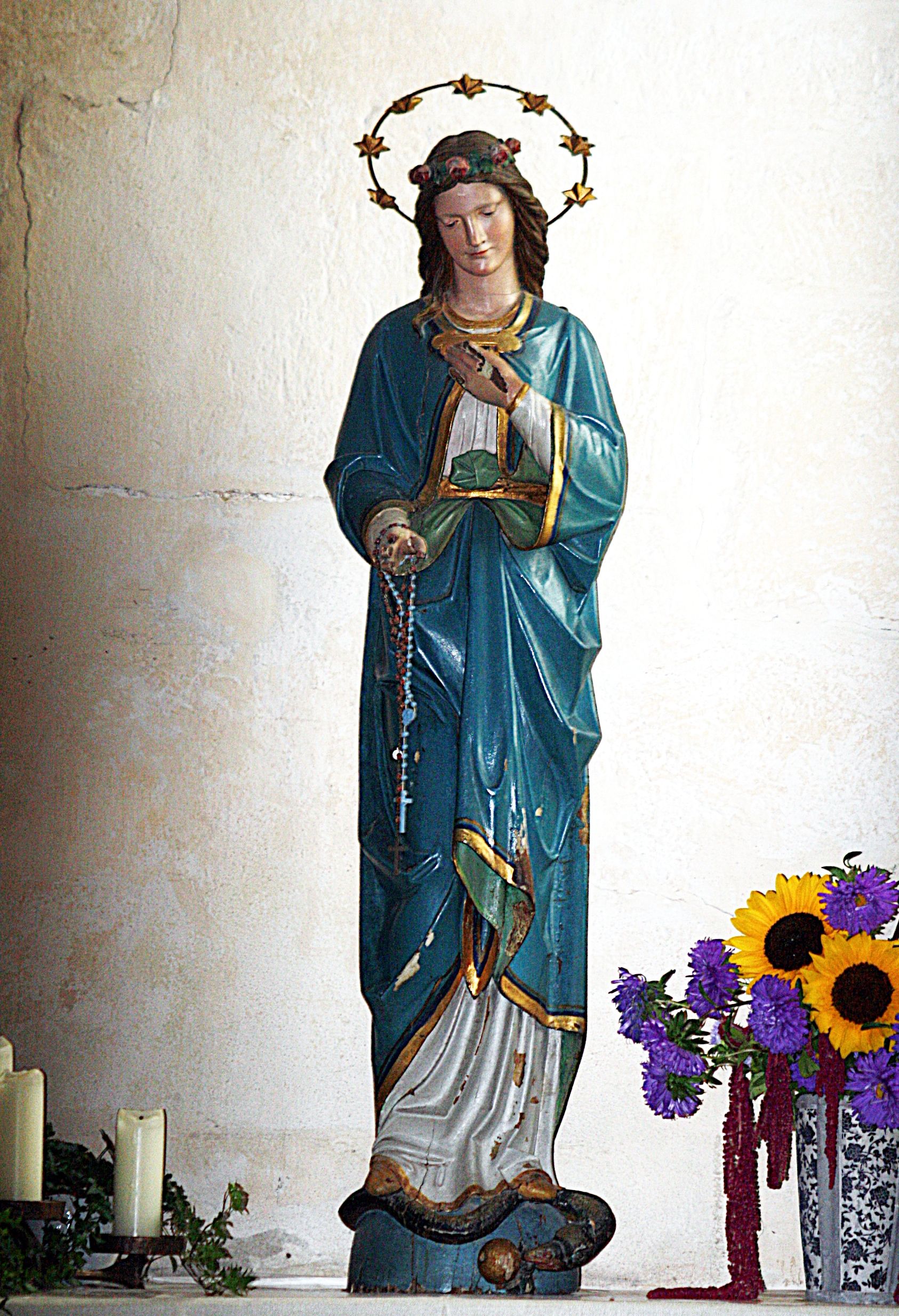
Heiligenfigur

## Denkmal des Monats
Das Gebäude ist ein Kulturdenkmal von besonderer Bedeutung und fällt somit unter § 12 des baden-württembergischen Denkmalschutzgesetzes, es ist namentlich im Denkmalbuch eingetragen. Das entspricht in Baden-Württemberg der höchstmöglichen Einstufung.
Die Kirche war im März 2009 Denkmal des Monats in Baden-Württemberg.

## Nachweise
1. ↑  Glockeninspektion Erzbistum Freiburg: Kath. Filialkirche St. Georg (Weilerkirche) in Haigerloch-Owingen
2. ↑  Denkmalstiftung Baden-Württemberg: Die Weiler Kirche in Haigerloch-Owingen

Koordinaten: 48° 19′ 51,3″ N, 8° 50′ 29,6″ O